# Michael Mühlenberg
Michael Mühlenberg (* 29. Februar 1944 in Siegen) ist ein deutscher Naturschutzbiologe und Professor an der Universität Göttingen.

## Leben
Michael Mühlenberg studierte ab 1963 Biologie an den Universitäten Wien und Heidelberg und schloss mit dem Staatsexamen ab. 1970 promovierte er in Heidelberg zum Dr. rer. nat. zu einem zoologischen Thema. Dort wurde er 1977 in der Zoologie auch habilitiert, wechselte aber 1978 als  Oberassistent an die Universität Würzburg ebenfalls ins Zoologische Institut.
1994 wurde er Professor und Leiter des Zentrums für Naturschutz der Universität Göttingen. Von 2001 bis 2003 war er Leiter des International Quality Network Conservation Biology (10 Institutionen aus 9 Ländern).

## Publikationen (Auswahl)
- Die Abwandlung des Eilegeapparates der Wollschweber (Diptera, Bombyliidae), seine Funktionsmorphologie und Merkmalsanalyse für die phylogenetische Systematik. Dissertation, Universität Heidelberg, 1970.
- Freilandökologie (= UTB. 595). Quelle & Meyer, Heidelberg 1976; 3., überarbeitete Auflage 1993, ISBN 3-494-02186-4.
- (mit Thomas Hovestadt, Johannes Röser) Flächenbedarf von Tierpopulationen. Als Kriterien für Maßnahmen des Biotopschutzes und als Datenbasis zur Beurteilung von Eingriffen in Natur und Landschaft (= Berichte zur ökologischen Forschung. Bd. 1). Forschungszentrum, Jülich 1991, ISBN 3-89336-057-3.
- (mit Thomas Hovestadt, Johannes Röser) Are there minimal areas for animal populations? In: Alfred Seitz, Volker Loeschcke (Hrsg.): Species Conservation. A Population-Biological Approach. Birkhäuser, Basel 1991, ISBN 3-7643-2493-7, S. 227–264.
- (mit Jolanta Slowik) Kulturlandschaft als Lebensraum (= UTB. 1947). Quelle und Meyer, Stuttgart 2002, ISBN 3-494-02231-3.